# История Индианы

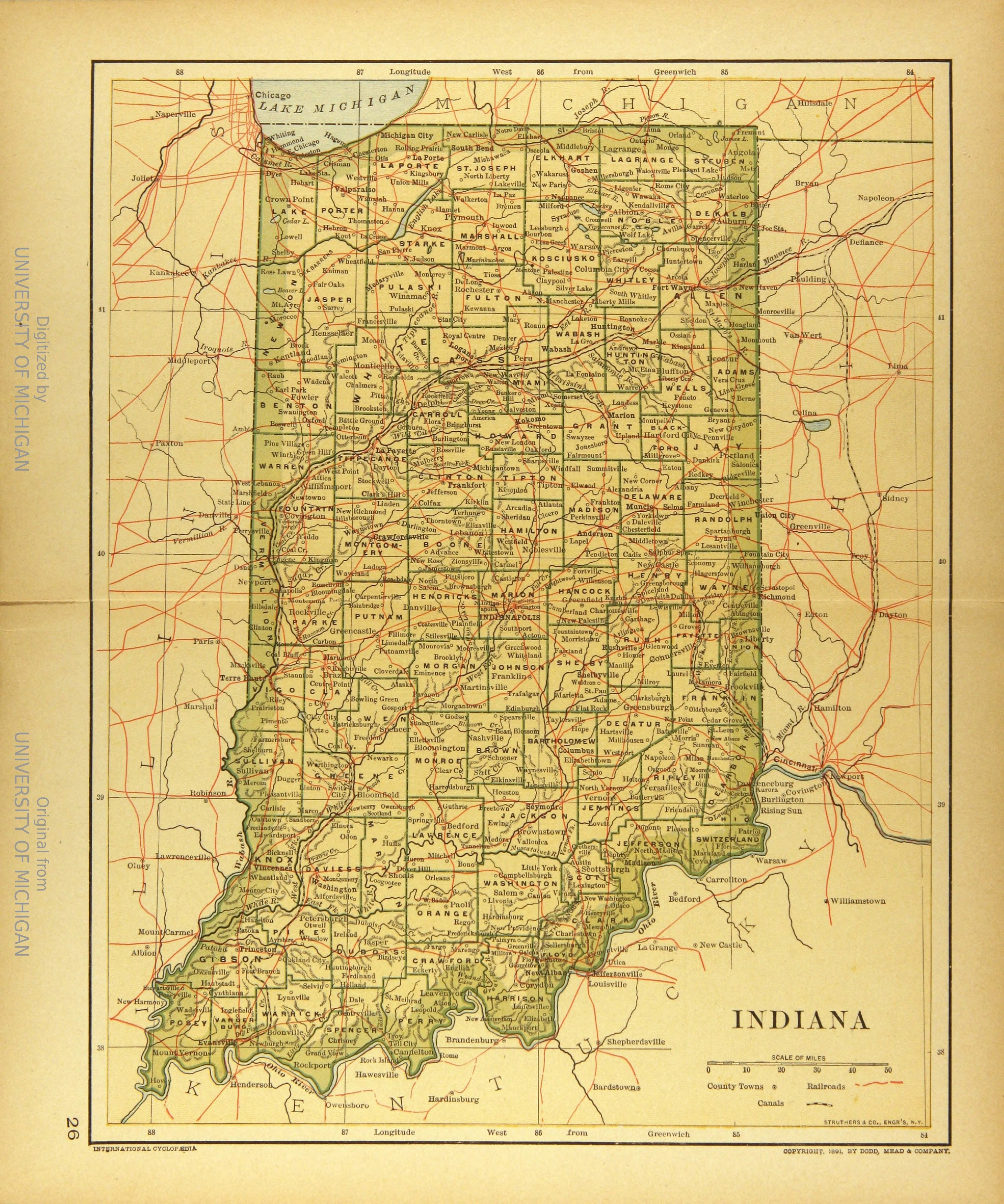
Карта Индианы 1894 года.

История штата Индиана начинается с заселения её территории индейцами около 8000 лет до нашей эры. В письменных источниках территория Индианы упоминается с 1670-х годов, когда её посетили первые европейцы, которые объявили Индиану собственностью французского короля. Французы управляли Индианой около века и почти не заселяли её, а после поражения в войне с Британией они уступили противнику все земли к востоку от реки Миссисипи. Британское правление длилось около 20 лет, а после американской Войны за независимость все земли в западу от Аппалачей достались США, которые создали здесь Северо-западную территорию. В 1800 году после раздела этой территории, была образована Территория Индиана. Она была разделена на более мелкие части в 1805 году и затем в 1809 году, а 11 декабря 1826 года Индиана была принята в Союз в качестве 19-го штата.
Правительство нового штата старалось превратить его в населённый, экономически развитой штат, строили дороги, каналы и школы, но эти проекты подорвали экономику, поэтому в 1941 году штат оказался на грани банкротства и был вынужден прекратить большинство проектов. В 1851 году была принята новая конституция, проведена экономическая реформа, и к 1860 году Индиана стала 4-м крупнейшим по населению штатом Союза. Когда началась Гражданская война, Индиана была мобилизована первой из западных штатов и её войска приняли участие почти во всех сражениях войны. После войны Индиана стала колеблющимся штатом и влияла на исход президентских выборов в течение трёх десятилетий.
В конце XIX века в Индиане был обнаружен природный газ, что привело к стремительному индустриальному развитию. Одновременно начался Золотой век индианской литературы. К началу XX века Индиана превратилась в сильный промышленный штат, индустрия которого привлекала множество мигрантов. Великая Депрессия нанесла ощутимый урон экономике штата, но ко второй половине века она стала лидером фармацевтической промышленности.

## Доколониальный период

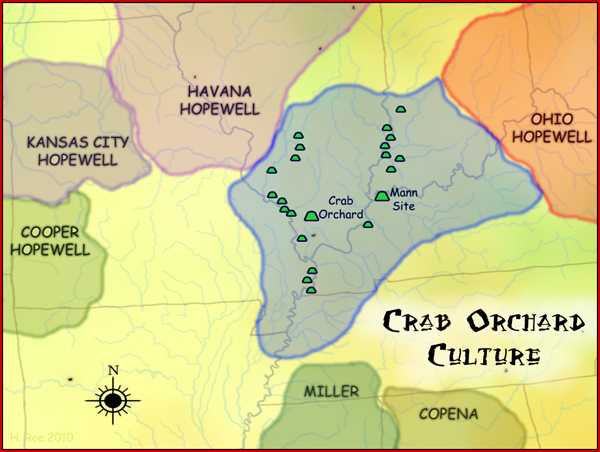
Регион культуры Крэб-Орчард.

В период Висконсинского оледенения (19000—13000) север Индианы был покрыт ледником, но Южная Индиана во все эпохи оставалась свободна ото льда, и быстрее всех сменила климат в эпоху потепления. Первыми людьми на территории Индианы были так называемые палеоиндейцы, следы присутствия которых прослеживаются в период с 12 000 до 8000 года до нашей эры. Они изготавливали характерные каменные наконечники с ложбинкой, которые крепились на копья и использовались для охоты на крупных животных — бизонов, мамонтов и мастодонтов. самой известной культурой того периода была Кловисская культура, от которой в Индиане не осталось органических находок, но было собрано много наконечников и иных каменных орудий, доказывающих присутствие кловиссцев в штате. Для того времени характерны места массового забоя мамонтов и мастодонтов, но ни одного такого не было найдено в Индиане. Среди стоянок той эпохи самой значительной считается Элтон-Сайт в округе Перри.
В 8000 году в Индиане начался Архаический период. Климат потеплел и природа стала почти такой же, что и во время прибытия первых европейцев. Человеческое общество начало меняться, приспосабливаясь к новой среде. Орудия труда стали более совершенными, появились первые ритуалы и рудиментарная торговля между регионами. Архаический период принято делить на Ранний, Средний и Поздний. Ранний Архаический период длился с 8000 до 6000 года. Основной пищей человека стали олени, медведи и лоси. Люди всё так же вели кочевой образ жизни, используя лагеря лишь для коротких стоянок. Они часто навещали места добычи кремня, из которого изготавливали наконечники копий. Самым распространённым типом были наконечники типа Кирк углово-выемчатый (Kirk Corner-Notched). После 6000 года климат Индианы стал теплее современного и начался Средний Архаический период, который продлился до 4000 года до н. э. В это время появились каменные утяжелители для копьеметалки, каменные топоры и каменные зернотёрки. Люди стали жить более крупными лагерями, в которых оставались на несколько месяцев. Возможно, они уже строили что-то вроде домов, но доказать это археологически пока не удалось.
В 1000 году нашей эры на смену Архаическому периоду пришёл Вудлендский период, когда люди все так же занимались охотой, рыболовством, собирательством, но так же начали выращивать растения, в частности, кукурузу. В этот же период появляются первые керамические изделия. Вудлендцы изготавливали горшки различных типов и с различными украшениями, что позволяет археологам выявлять различные культуры той эпохи. В этот же период развились сложные погребальные ритуалы и возникла традиция строительства земляных курганов, ярким примером которых являются курганы археологического парка Маундс. Для строительства таких больших и сложных сооружений люди должны были собираться в большие надсемейные группы.В 500 году начался Поздний Вудлендский период, самым заметным достижением которого стало изобретение лука и стрел, а наряду с собирательством всё большее значение приоретало выращивание одомашненных растений. Это должно было привести к ещё большей оседлости, но по какой-то причине именно в этот момент пропадают сложные церемониальные сооружения Хоупвеллской эпохи. В Индиане известно несколько культур этой эпохи: культура Оливер имеет много общего с культурой Форт-Эйншент, которая была распространена на юго-востоке Индианы, юге Огайо и севере Кентукки. Культура Оливер существовала примерно с 1000 по 1400 год, частично попадая в Миссисипский период. Поселение Янкитаун на реке Огайо дало название Янкитаунской культуре. Около 1000 года на территории Индианы распространяется Миссипская культура, и хотя ряд вудлендских культур продолжали существовать, миссисипское общество сильно отличалось от вудлендского. Миссисипцы взаимодействовали с вудлендцами, но, видимо, сохраняли культурную идентичность. Есть признаки того, что некоторые вудлендские племена влились в миссисипское общество.

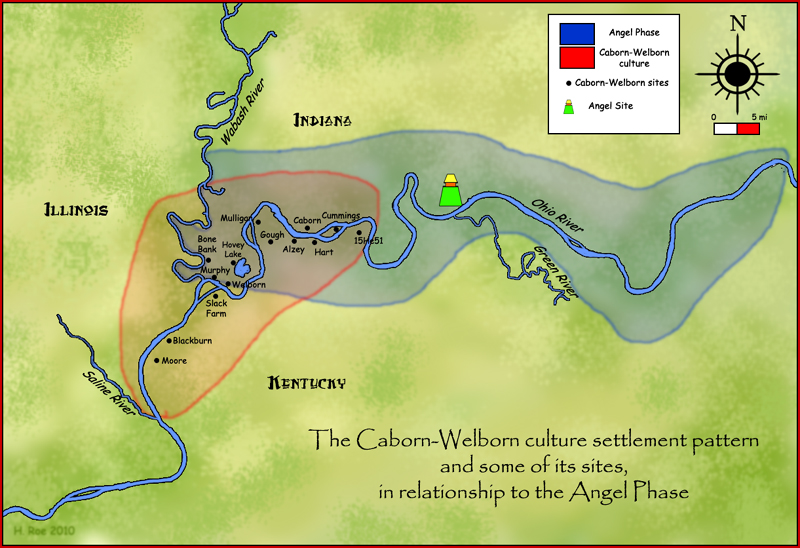
Ареалы культур Эйнджел и Кэрборн-Уэлборн.

В Миссисипский период вдоль крупных рек появляются крупные города с земляными пирамидами и площадями, предназначенными для собраний больших масс людей. Это были центры небольших протогосударств, и выполняли как религиозные, так и социальные функции. Они были окружены частоколом и были связаны с другими аналогичными городами водными и сухопутными путями. Эти общества были земледельческими и выращивали в основном кукурузу, бобы и тыкву. Вокруг больших городов были разбросаны маленькие фермы, которые хранили городах свой урожай. Характерным примером города того времени является Эйнджел-Маундз около Эвансвилла. он дал название Энджелской культуре, носители которой могли происходить от культуры Янкитаун. На смену этой культуре пришла культура Кэрборн-Уэлборн, которая просуществовала с 1400 по 1700 год. У этой культуры уже не было городских центров, и её носители жили разрозненными селениями с центром на слиянии рек Огайо и Уобаш. Суда по историческим свидетельствам, в ту эпоху в Индиане было много бизонов, но их останков почти не обнаружено.
Когда в XVII веке европейцы добрались до Индианы, они застали здесь совсем немного обитателей. В основном это были алгонкины, которых ирокезы изгнали из более восточных регионов. Ирокезы были дисциплинированы и хорошо вооружены, и наводили ужас на индейцев далеко за пределами реальной зоны своих набегов.

## Европейские исследования
Первыми европейцами в Индиане были иезуиты и скупщики меха. Первое время индейцы само добирались по озёрам в Квебек и Монреаль, чтобы продавать меха. От них французский исследователь Рене-Робер Кавелье де Ла Саль  узнал о том, что далеко на западе есть река, которая течёт на запад, а затем поворачивает на юг. В 1669 году Ла Саль отправился в экспедицию, надеясь, что это река позволит найти путь в Индию. Один из индейцев паттаватоми показал ему дорогу от озера Эри к реке Огайо. Ла-саль спустился до Огайских порогов (около современного Луисвила), где его спутники его бросили, он вернулся к озеру Гурон и спустился по рекам до реки Миссисипи. В 1679 году Ла Саль проплыл до озера Мичиган и основал форт Майами на месте современного города Сент-Джозеф. оттуда он по реке Иллинойс добрался до реки Миссисипи и построил та форт, разрушенный вскоре ирокезами. В 1683 и 1683 годах Ла Саль пытался привлечь индейцев на необитаемые земли Индианы и Иллинойса, но этой цели он так и не достиг.

## Территориальный период

### Война Текумсе
Договор в форте Уэйн вызвал негодование Текумсе, который 12 августа 1810 года явился на переговоры с Гаррисоном в Венсеннес. Он заявил, что земля принадлежит всем индейцам, поэтому вожди не имели право продавать её белым, и все земли, полученные по договору, должны быть возвращены. Гаррисон ответил, что индейцы майами были собственниками земли и имели право продать её кому угодно. Разговор едва не привёл к конфликту, но его удалось избежать. Переговоры завершились и обе стороны стали готовиться к войне. В июле 1811 года Текумсе отбыл на переговоры с южными индейцами. Гаррисон собрал армию примерно в 1000 человек, поднялся по реке Уобаш и построил там форт Гаррисон. В конце октября он выступил на Профетстаун. Индейцы согласились на переговоры, но 7 ноября напали ночью на лагерь Гаррисона: произошло Сражение при Типпекану, в котором индейцы были разбиты. Гаррисон разрушил Профетстаун и вернулся в Венсеннес. Тенскватава стал созывать на войну новые племена, а майами и делавары старались сохранить мирные отношения с американцами. Гаррисон начал укреплять фронтир, сооружая небольшие блокгаузы. Такова была обстановка, когда летом 1812 года началась война с Англией.

### Англо-американская война
Первый удар войны на северо-западе пришёлся на форт Дирборн, расположенный на месте современного Чикаго. Капитан Хелд решил покинуть форт, раздал все товары индейцам и начал отступление, но его колона была атакована индейцами и разбита в сражении при форте Дирборн. На следующий день американцы сдали Детройт, что сделало Индиану открытой для нападений. 6 сентября индейцы атаковали форт Уэйн, но были отбиты без потерь со стороны гарнизона. Ещё ранее, 4 сентября, был атакован форт Гаррисон, которым командовал капитан Закари Тейлор. Форт был почти сожжён, но Тейлору удалось отбить атаку. 2 сентября армия Гаррисона прибыла к форту Уэйн. Так как бои уже завершились, Гаррисон разделил армию на отдельные отряды и отправил их разрушать селения индейцев.

### Принятие в Союз
Война сильно навредила развитию Индианы, многие поселенцы были вынуждены уйти под защиту форта Венсеннес или даже вернуться в Огайо. Венсеннес оставался столицей территории Индиана, но он находится прямо на границе с Иллинойсом, и мог выполнять функции столицы только до тех пор, пока Иллинойс был частью Индианы. 3 февраля 1809 года образовалась территория Иллинойс, и Ассамблея пыталась перенести столицу, но губернатор, у которого было много земель около Венсеннса, накладывал вето на эти решения. Попытки продолжались в 1810 году, затем этому помешала война, и только в 1813 году было рассмотрено несколько вариантов и выбран город Коридон. 11 марта 1813 года он был объявлен новой столицей. Между тем ещё с начала войны в Конгресс стали поступать петиции с просьбой принять Индиану в Союз. Индианцам казалось, что федеральные власти уделяют слишком мало внимания обороне их земли, а законы территории дают губернатору слишком много влияния на выборы. Между тем население Территории увеличивалось, в газетах множились рекламы новых поселений, и возникало ощущение, что Индиана уже набрала необходимые 60 000 населения. Газета Western Eagle подсчитала, что население уже составило 68 084 к ноябрю 1815 года. В декабре 1815 года ассамблея составила петицию о принятии Индианы в союз. петиция была передана в комитет конгресса, который установил, что в штате имеется 12 112 человека с правом голоса и 63 897 человек населения. 13 апреля 1816 года был принят разрешающий акт для Индианы, который президент подписал 19 апреля. Принятие Индианы рассматривалось Конгрессом одновременно, фактически на одном заседании, с принятием штата Миссисипи.
В мае прошли выборы делегатов конституционного конвента, который собрался в Коридоне 10 июня. Конвенту установили два ограничения: Конституция обязана быть республиканской и исключать рабство. Конвент работал 18 дней, но все подробности его работы утратились со временем. Первая конституция Индианы не содержала в себе ничего нового: её положения были позаимствованы из конституций Огайо, Кентукки и Конституции США. В духе своего времени она отдавала всю власть Ассамблее, а губернатор имел только право вето, преодолеваемое простым большинством. Начиналось время жатвы, работу над конституцией надо было завершить как можно скорее, поэтому она не проходила утверждения референдумом. Джеймс Нобл и Уоллер Тейлор стали первыми сенаторами от Индианы, Джонатан Дженнингс был избран первым губернатором штата. 2 декабря делегаты от Индианы прибыли в Конгресс США, а 9 декабря Индиана была официально объявлена частью Союза. В том же году Авраам Линкольн, которому было ещё 7 лет, переехал в Индиану со своими родителями и поселился в округе Спенсер, где прожил 15 лет, а затем переехал в Иллинойс.

## Формирование штата

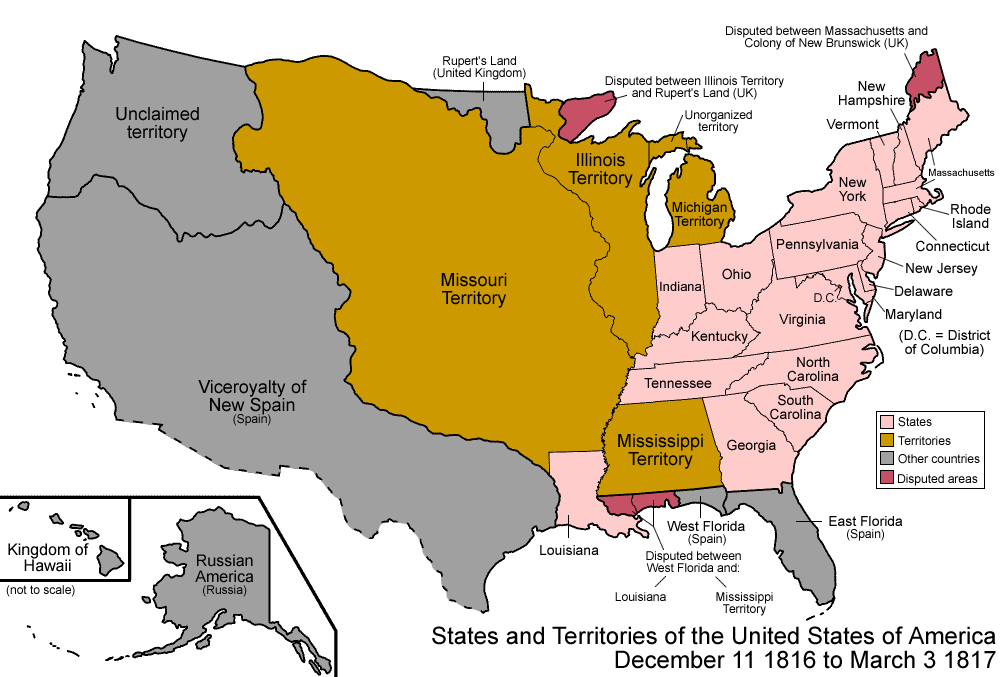
США после принятия Индианы.

## См. так же
- Список губернаторов Индианы